# 十萬夥急
《十萬夥急》（英語：Time ls Money），是2015年賀歲電影，由康康導演、監製、編劇，康康、吳孟達、李國煌、王予柔、王彩樺領銜主演。

## 劇情
陳默，原是富二代，卻因好賭不但氣死老父更敗光家財、身無分文，只有父親留給他一張畫家楚中天的畫作《答案》，但這幅畫只值十萬元，根本不夠還清賭債。他和地下钱庄老闆突然看到電視上報導畫家張老千過世而讓畫作價值爆漲的新聞，因此他被迫飛往新加坡殺害楚中天，讓畫作增值以還債，他所有的殺人資本就是十萬元。楚中天與朱月坡也曾因張老千的畫結下深仇，朱月坡更因此入獄坐牢，逃獄成功的他誓言要追殺楚中天。楚中天在腹背受敵的狀況下，只好接受畫廊經紀人建議，飛往马来西亚，尋求美女經紀人胡晶的幫助，避難兼賣畫，四人終於在馬來西亞相會，展開一場爾虞我詐、真假難辨的追殺之旅。

## 演員

### 領銜主演
| 演員   | 角色   | 介紹                     |
| 康康   | 陳默   | 小陳，化名爾東城         |
| 李國煌 | 楚中天 | 名畫家，小陳爸爸的乾兒子 |
| 吳孟達 | 朱月坡 | 楚中天的債主             |
| 王彩樺 | 王元佳 | 旅行團導遊               |
| 王予柔 | 胡晶   | 畫展主辦人               |

### 客串演出
| 演員   | 角色                 | 介紹                     |
| 唐從聖 | 旅行社老闆           |                          |
| 素珠   | 阿彩姨               | 彩券行老闆娘             |
| 周嘉麗 | 滿意姊               | 觀光客                   |
| 王夢麟 | 傳導                 | 觀光客                   |
| 歐漢聲 | 黑道老大             |                          |
| 吳宗憲 | 精神病患             |                          |
| 小鐘   | 治淋精神病院醫護人員 |                          |
| 白雲   | 熱炒店老闆           |                          |
| 黃嘉千 | 熱炒店老闆娘         |                          |
| 陳宣裕 | 治淋精神病院醫護人員 |                          |
| 脫線   | 錢來也               | 古董商                   |
| 陳光前 | 黑道小弟             |                          |
| 林郁智 | 錢多多               | 古董店小老闆，錢來也之子 |
| 程旭輝 | 酒吧駐唱歌手         |                          |
| 鄧志鴻 | 陳金富               | 陳默的父親，楚中天養父   |
| 方文山 | 畫展參觀者           |                          |
| 孔鏘   | 吳一德               | 中醫師                   |
| 王俊   | 櫃台服務生           | 錢不夠用大酒店           |
| 應蔚民 | 殷經理               |                          |
| 董至成 | 董竹如               | 新聞主播，影射盛竹如     |
| 劉謙益 | 張老闆               | 名畫收藏家               |
| 孟慶而 | 護士小姐             |                          |
| 無尊   | 畫廊保全             |                          |
| 鄭大炮 | 賈先生               |                          |
| 阿雀姨 | 賈太太               |                          |
| 陳建彬 | 墨鏡男               |                          |
| 陳俊升 | 墨鏡男小孩           |                          |

## 電影歌曲
| 曲別   | 歌曲名稱 | 作詞           | 作曲   | 演唱者               | 備註 |
| 主題曲 | 貨源假   | 康杰倫、方文山 | 康杰倫 | 康康、李國煌、吳孟達 |      |

## 外部連結
- 十萬夥急的Facebook專頁
- Yahoo奇摩電影上《十萬夥急》的資料（繁體中文）
- 開眼電影網上《十萬夥急》的資料（繁體中文）
- 香港影庫上《十萬夥急》的資料（繁體中文）
- 豆瓣电影上《十萬夥急》的資料 （简体中文）
- 时光网上《十萬夥急》的資料（简体中文）
- AllMovie上《十萬夥急》的资料（英文）
- 互联网电影数据库（IMDb）上《十萬夥急》的资料（英文）

| 台灣 衛視電影台 週六晚間9點全台首播 |
| ----------------------------------- |
| 十萬夥急 2015.07.25                 |